# 原住民族與臺灣新政府新的夥伴關係條約

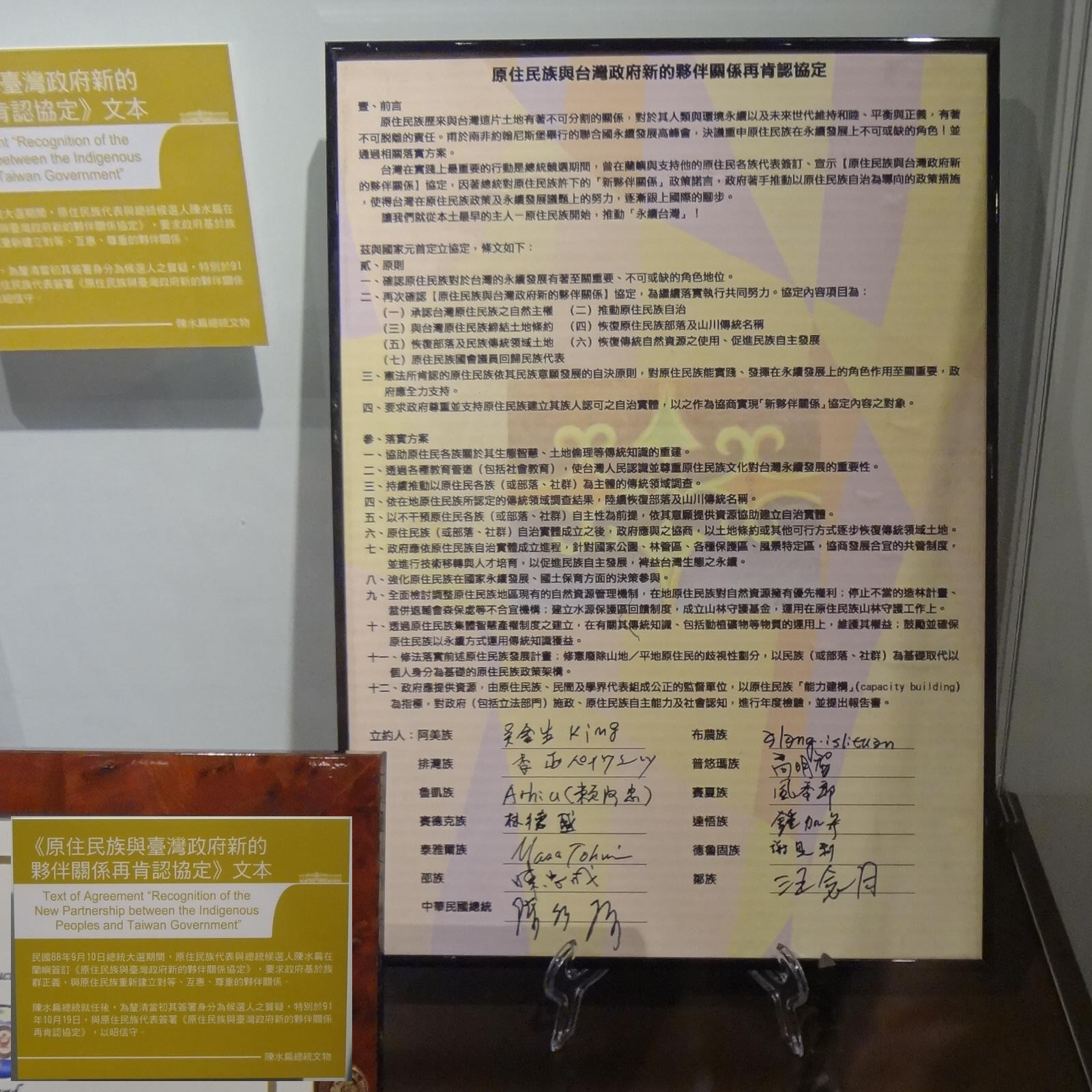
《原住民族與臺灣政府新的夥伴關係再肯認協定》

《原住民族和台灣政府新的夥伴關係》最初是在2000年中華民國總統選舉期間，1999年9月10日由台灣原住民族人士組織各族代表與民主進步黨的總統候選人陳水扁於蘭嶼所共同簽訂的歷史性文件，內容包括七大項：
1. 承認台灣原住民族之自然主權；
2. 推動原住民族自治；
3. 與台灣原住民族締結土地條約；
4. 恢復原住民族部落及山川傳統名稱；
5. 恢復部落及民族傳統領域土地；
6. 恢復傳統自然資源之使用、促進民族自主發展；
7. 原住民族國會議員回歸民族代表。

此條約雖在2000年陳水扁當選總統之後成為陳水扁政府在原住民相關政策的指導方針，但由於條約簽訂當時陳水扁仍未具有國家元首身分，其法律效力遭受質疑。至2002年10月19日，陳水扁方以總統身分，透過原住民各族傳統的締約儀式，代表政府與原住民族完成「新夥伴關係協定」再肯認儀式，簽訂《原住民族與臺灣政府新的夥伴關係再肯認協定》；該次簽署行為，雖然各族代表之產生方式不盡相同、且並未取得各族共同承認之代表地位，但實屬名望人士，故得在台灣原住民族權利意識覺醒運動中產生更具宣傳性的效果，惟後續未見任何政府機關接續辦理國內法制化之立法工作。2005年2月5日，總統令，制定公布《原住民族基本法》。

## 高砂國事件
2003年4月，台中縣縣民蘇榮宗透過高雄縣原住民促進會在高雄縣大寮鄉萬大大橋下租借台糖土地，廣邀各地原住民進駐。2003年5月，近300戶原住民以台糖租地爲「高砂國復國基地」，發起「高砂國復國運動」，掛起「高砂國」旗幟與陳水扁照片，宣佈以「國中有國」為條件與中華民國建立「準國與國關係」。
成立「高砂國」引起各方議論，蘇榮宗於2004年6月7日被控竊佔土地而被逮捕收押；2004年6月15日，高雄縣政府以違章建築事由將高砂國園區內的建築強制拆除，駐在園區的原住民住戶被迫撤離，「高砂國」被消滅。
高砂國事件由前台視新聞南部新聞中心特派員蔡一峰拍攝成紀錄片《獨立之前》，於2008年6月完成，於2009年余紀忠文教基金會「2009映像公與義」紀錄片影展獲得評審獎。

## 後續
2008年立法委員選舉，原住民立法委員仍然由複數選區選舉，陳水扁在《原住民族和台灣政府新的夥伴關係》所承諾的「原住民族國會議員回歸民族代表，取消歧視性的平地、山地劃分，各族至少一席」並未實現。
2011年1月29日，順益台灣原住民博物館董事長林清富為台灣政治領袖心理檔案工作小組著書《信任與背叛：陳水扁心理檔案》作序：
我個人長期關心台灣原住民處境。1988年，以救援原住民少女為宗旨的「彩虹專案」發起大遊行時，我就已經大力支持；1994年，我創辦順益台灣原住民博物館，除了積極從事原住民族文物蒐藏保存，並藉由多樣化的教育活動促進原住民族文化推廣。因此，我對民進黨執政後漠視原住民權益非常憤怒。
舉例而言：2005年高雄捷運泰勞暴動，引發全國矚目；但高捷案的本質，其實是扁政府剝奪了原住民的大量工作機會，轉而以低價聘用、欺壓泰勞，泰勞才會不堪剝削而引發暴動。一個號稱關懷弱勢的政府，竟然如此漠視本地原住民勞工，並且踐踏外籍勞工人權；光是這項人權紀錄汙點，扁政府就應該還原住民一個公道。
2017年9月18日，國立東華大學教授施正鋒表示，《原住民族和台灣政府新的夥伴關係》其中一條是「與台灣原住民族締結土地條約」，此條在陳水扁當選總統後無疾而終。
2019年12月26日，前台灣原住民族政策協會執行長陳旻園表示，近年除了原住民族正名、多了原住民族委員會之外，目前台灣原住民族的權利樣貌與1980年代沒有兩樣；《原住民族和臺灣政府新的夥伴關係》與《原住民族基本法》都「只有名稱、沒有實體內容」，這是《原住民族土地或部落範圍土地劃設辦法》、《礦業法》等種種對台灣原住民族不正義的事情都還在發生，而導致《2020原住民族青年政策共識訴求書》內容都沒有太大改變的原因。